# Сергей Белов
Сергей Белов е съветски баскетболист и треньор.
Той е легенда на ПБК ЦСКА Москва и съветския баскетбол като цяло, първият неамериканец в Залата на славата на баскетбола в САЩ. Играл е на поста атакуващ гард.

## Кариера
Роден е в с. Нашчоково (Нащёково), Шагарски район, Томска област, РСФСР на 23 януари 1944 г.

### Състезател
Започва кариерата си в „Уралмаш“ през 1964 г. Повикан е в националния отбор на СССР (1967) и печели световното и европейско първенство. Преминава в ЦСКА, Москва (1968) и с националния отбор участва в Олимпиадата в Мексико, къето завършва на 3-то място.
В състава на „армейците“ за 13 сезона печели 11 титли на СССР и 2 пъти Евролигата, като 3 пъти е избиран за MVP на финалите на турнира. С националния отбор на СССР става 4 пъти европейски шампион (1967, 1969, 1971, 1979), 2 пъти световен (1967, 1974) и веднъж олимпийски (Мюнхен 1972). В състава на „Сборная“ завоюва общо 15 медала от големи форуми. Запалва олимпийския огън на домашната олимпиада в Москва през 1980 г. Това е и последният му сезон в професионалния баскетбол.

### Треньор
От 1981 до 1982 и от 1988 до 1989 г. е треньор на ПБК ЦСКА Москва. През 1991 г. ФИБА определя Белов за най-добрия европейски баскетболист. От 1990 до 1993 г. е треньор на италианския „Казино“.
През 1994 г. поема националния отбор на Русия и става световен вицешампион. От 1999 до 2004 г. е треньор на „Урал-Грейт“ (Перм), с който печели 2 титли на Русия и Северноевропейската баскетболна лига. Попада в класацията „50 най-велики деятели на Евролигата“ през 2008 г.
Умира в Перм на 3 октомври 2013 г.